# Zorocrates karli
Espèce
Zorocrates karli est une espèce d'araignées aranéomorphes de la famille des Zoropsidae.

## Distribution
Cette espèce se rencontre aux États-Unis en Arizona et au Nouveau-Mexique et au Mexique au Chihuahua,.

## Description
Le mâle décrit par Platnick et Ubick en 2007 mesure 11 mm et la femelle 10 mm.

## Étymologie
Cette espèce est nommée en l'honneur de Karl Riechert, le père de Susan E. Riechert.

## Publication originale
- Gertsch & Riechert, 1976 : The spatial and temporal partitioning of a desert spider community, with descriptions of new species. American Museum novitates, no 2604, p. 1-25 (texte intégral).